# Kommission „Arbeit der Zukunft“
Die auf Initiative der Hans-Böckler-Stiftung 2015 ins Leben gerufene Kommission „Arbeit der Zukunft“ war eine Expertenkommission, die die Herausforderungen und möglichen Pfade für die Gestaltung zukünftiger Arbeit untersuchen und ihre Arbeitsergebnisse 2017 in einem Bericht der Öffentlichkeit vorlegen sollte. Damit sollte sie auch „Impulse für die Debatten in Politik, Gewerkschaften und Unternehmen“ geben.
Die Kommission bestand aus 34 Mitgliedern, die aus der Wissenschaft, aus Vorständen und Betriebsräten großer Unternehmen, Gewerkschaften und Ministerien sowie aus der Digital- und Kreativwirtschaft kamen. Den Vorsitz hatten Kerstin Jürgens (Soziologin, Universität Kassel) und Reiner Hoffmann (Vorsitzender des Deutschen Gewerkschaftsbundes und Vorsitzender des Vorstands der Hans-Böckler-Stiftung) inne. Die konstituierende Sitzung fand am 22. Mai 2015 in Berlin statt. Im Frühjahr 2017 legte die Kommission ihren Abschlussbericht vor.

## Vorhaben
Die Kommission tagte bis zum Frühjahr 2017 mehrfach. Vornehmlich zwei Fragen sollte sie in den Blick nehmen: „Wie wird die Arbeit der Zukunft aussehen? Vor welchen neuen Gestaltungsaufgaben steht die Arbeitspolitik?“ Schwerpunktthemen ihrer Tagungen waren Atypik, Arbeitslosigkeit, Arbeit und Leben, Gesundheit, Jugend, Qualifizierung, Digitalisierung/Technisierung/Industrie 4.0, Arbeitsqualität, Arbeitszeit, Einkommen, Migration und Ökologie, die vor dem Hintergrund der Entwicklungen bezüglich Alterung, Feminisierung, Digitalisierung und Wertewandel diskutiert wurden.

## Adressaten
Die Arbeitsergebnisse der Kommission richten sich an Unternehmen, Tarifpartner und Politik. Gleichzeitig wollte die Kommission zur öffentlichen Debatte über die Arbeit der Zukunft beitragen. In der Eigendarstellung die Kommission wollte sie „vor allem das Nachdenken in Unternehmen, bei den Tarifpartnern und in der Politik mit Orientierungswissen und konkreten Gestaltungsvorschlägen befruchten“.

## Vorarbeiten
Das Themenspektrum, das die Kommission bearbeitet hat, war auch in dem von Reiner Hoffmann und Claudia Bogedan herausgegebenen Band Arbeit der Zukunft abgesteckt. Viele der Kommissionsmitglieder sind bereits mit Beiträgen in diesem Sammelband vertreten.

## Abschlussbericht
Der 256 Seiten umfassende Abschlussbericht von Kerstin Jürgens, Reiner Hoffmann und Christina Schildmann unter dem programmatischen Titel Arbeit transformieren! Denkanstöße der Kommission "Arbeit der Zukunft" herausgegeben, öffnet sich auf eine für die traditionelle Arbeiterorganisation erstaunliche Weise für zukünftige Aufgaben.
Die sieben Kapitel – 1. Erwerbstätigkeit, 2. Einkommen, 3. Qualifizierung, 4. Arbeitszeit, 5. Arbeitsorganisation, 6. Migration, 7. Gesellschaft – sind nach einem einheitlichen, dreistufigen Schema konzipiert: Beginnend mit der Standortbestimmung „Wo stehen wir?“ leiten sie mit der Frage „Worauf sollten wir uns vorbereiten?“ zu der praxisrelevanten Frage „Wo können wir ansetzen?“ über.
Neuland betreten die Autoren bereits im Auftaktkapitel zur „Erwerbstätigkeit“, in dem sie einen „Neuen Arbeitnehmerbegriff“ und einen „Neuen Betriebsbegriff“ formulieren. Demnach müssten darunter auch diejenigen als „arbeitnehmerähnliche Personen“ eingeschlossen werden, die in der digitalen Ökonomie nicht persönlich, aber sachlich und wirtschaftlich abhängig sind. Bemerkenswert im Lichte traditioneller gewerkschaftlicher Vorstellungen ist auch das „Bekenntnis zur Diversität“ im Kapitel zur Migration. Die Diskussion über die aktive Rolle des Staates mündet in das Plädoyer einer „Wiederbelebung der sozialen Marktwirtschaft, die diesem Namen gerecht wird“,
Die Bundeszentrale für politische Bildung hat den Band in ihr Programm aufgenommen.

## Rezensionen des Abschlussberichts
- Thomas Elkeles, In: socialnet Rezensionen, ISSN 2190-9245, https://www.socialnet.de/rezensionen/23035.php
- Barbara Stiegler, in: Gender 21, 2018, S. 148–151

## Mitglieder
- Reiner Hoffmann (Vorsitzender)
- Kerstin Jürgens (Vorsitzende)
- Jutta Allmendinger
- Ansgar Baums
- Christiane Benner
- Andreas Boes
- Julia Borggräfe
- Gerhard Bosch
- Monika Brandl
- Oliver Burkhard
- Wolfgang Daniel
- Alfred Geißler
- Ralf Giesen
- Edeltraud Glänzer
- Peter Graf von Kielmansegg
- Anke Hassel
- Lothar Herbst
- Heike Joebges
- Valentina Kerst
- Andrea Kocsis
- Karl-Rudolf Korte
- Holger Krökel
- Constanze Kurz
- Jan Marco Leimeister
- Martin Mathes
- Benjamin Mikfeld
- Ulrich Mückenberger
- Bernd Osterloh
- Ludger Pries
- Isabel Rothe
- Günther Schuh
- Birgit Steinborn
- Till van Treeck
- Berthold Vogel